# Île Corbière
Pour les articles homonymes, voir Corbière.

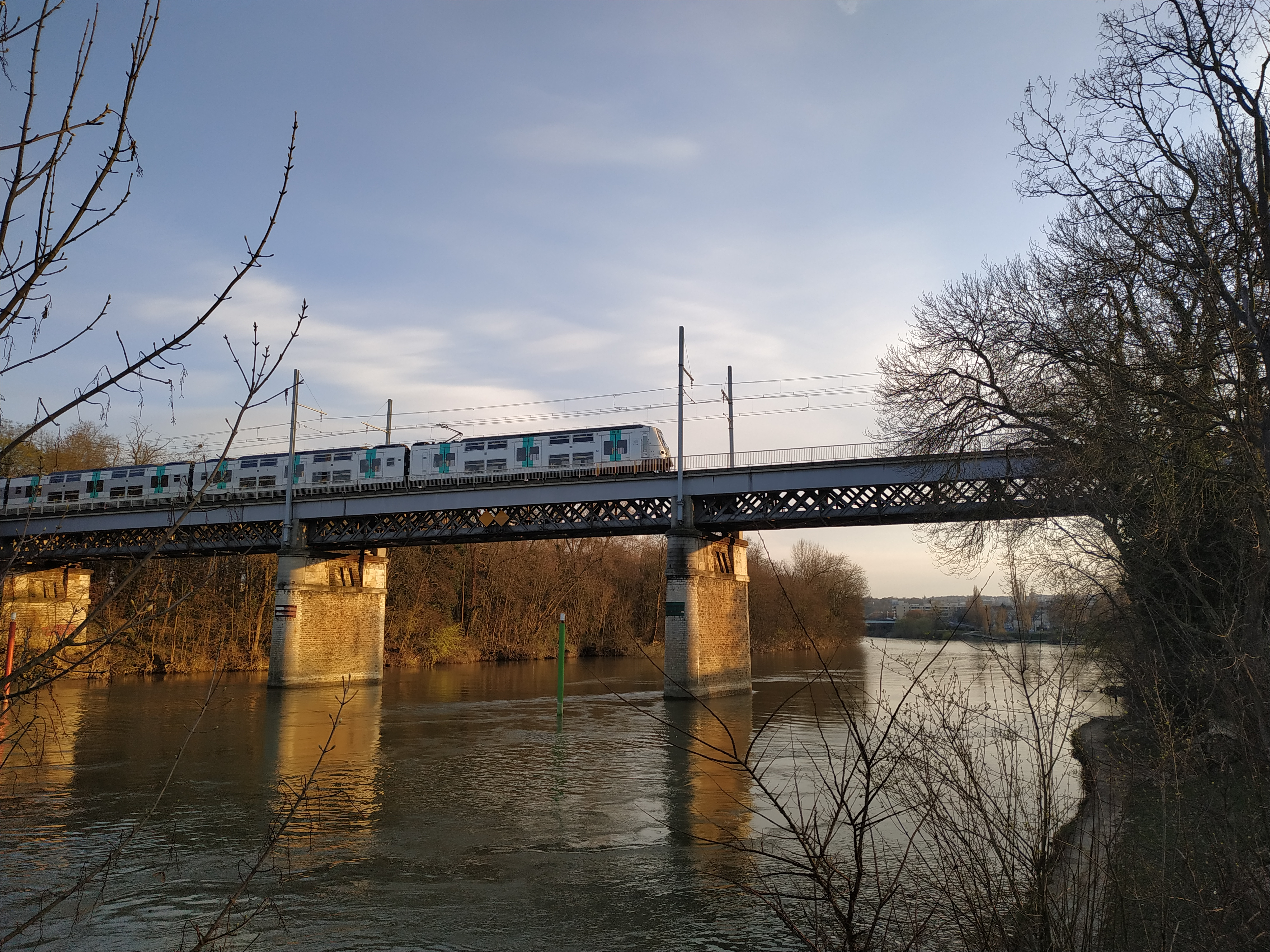
RER A sur l'ile Corbière

L'île Corbière est une île de la Seine, longue de 500 mètres environ pour 120 mètres dans sa plus grande largeur, située dans les Yvelines dans la commune du Pecq.
Cette île, inhabitée et entièrement boisée, est seulement traversée par le viaduc ferroviaire du Pecq, en pente, qui permet à la ligne A du RER de parvenir à la gare de Saint-Germain-en-Laye. Elle fait face au parc Corbière situé sur la rive gauche.

## Classement
L'ile est inscrite dès 1933 à l'inventaire des sites et classée monument naturel en 1938.
C'est une réserve ornithologique pour les oiseaux migrateurs, dans la continuité de l'Étang de l'Épinoche à Montesson et de la Zone agricole de Carrières-sous-Bois-Les Flageaux au Mesnil-le-Roi.

## Histoire
Dans les années 1930, les rives de l'île Corbière sont aménagées en plages et lieux de détente fréquentés par les Parisiens. Puis le classement comme monument naturel va fortement limiter l'activité humaine, au milieu d'un environnement pourtant très urbanisé.
La municipalité du Pecq a installé boulevard Folke-Bernadote, sur la rive droite de la Seine, un panneau d'information sur les événements qui se sont déroulés au début du XXe siècle dans le quartier du Canada, face à l'est de l'île Corbière : course Paris-Deauville en hydroaéroplane, plage et restaurant de l'île Corbière dans les années 1930 et plage-piscine de 1931 à 1962.

L'île est inaccessible aux piétons.

## Galerie

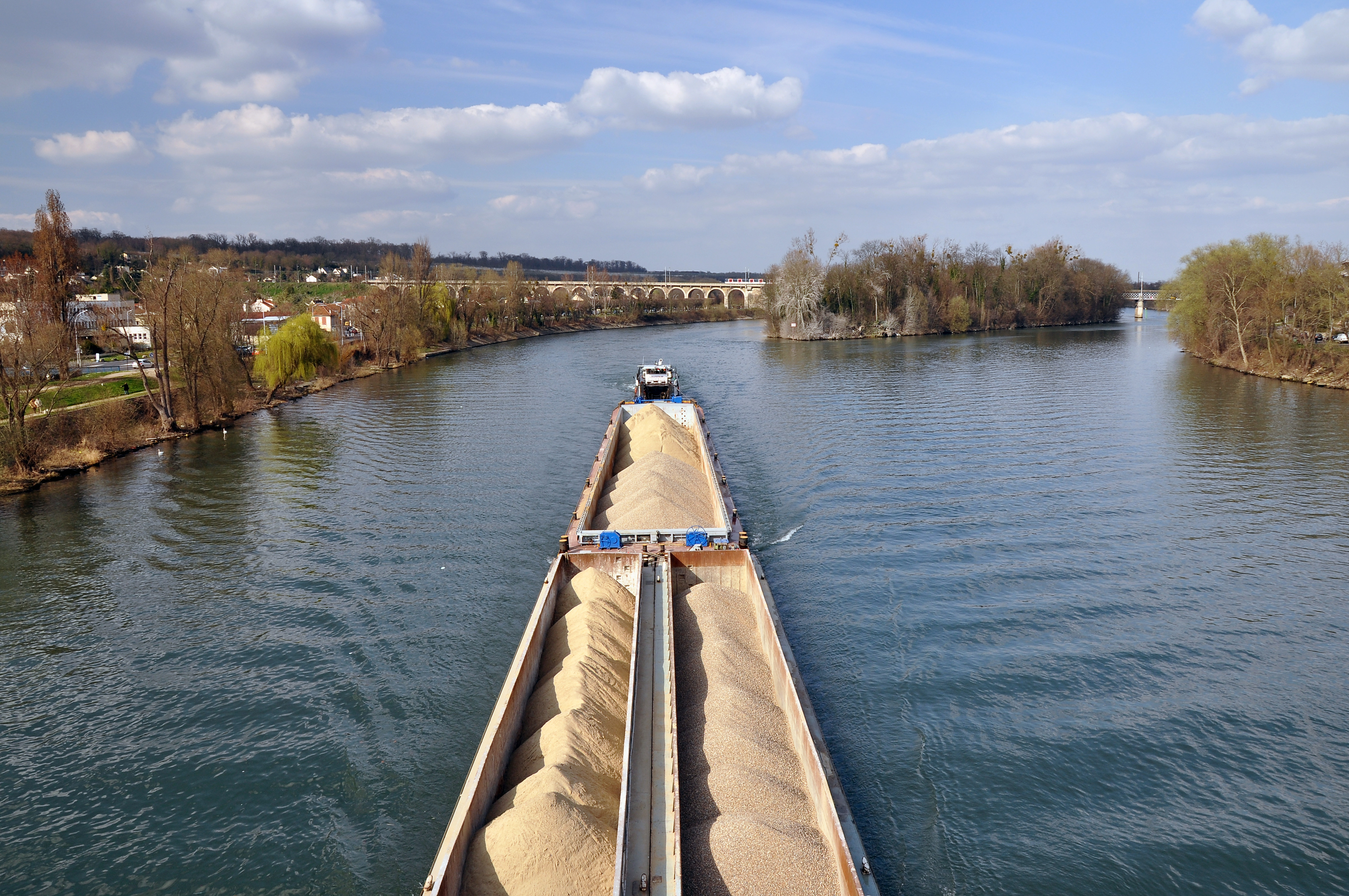
L'île Corbière vu du pont du Pecq.
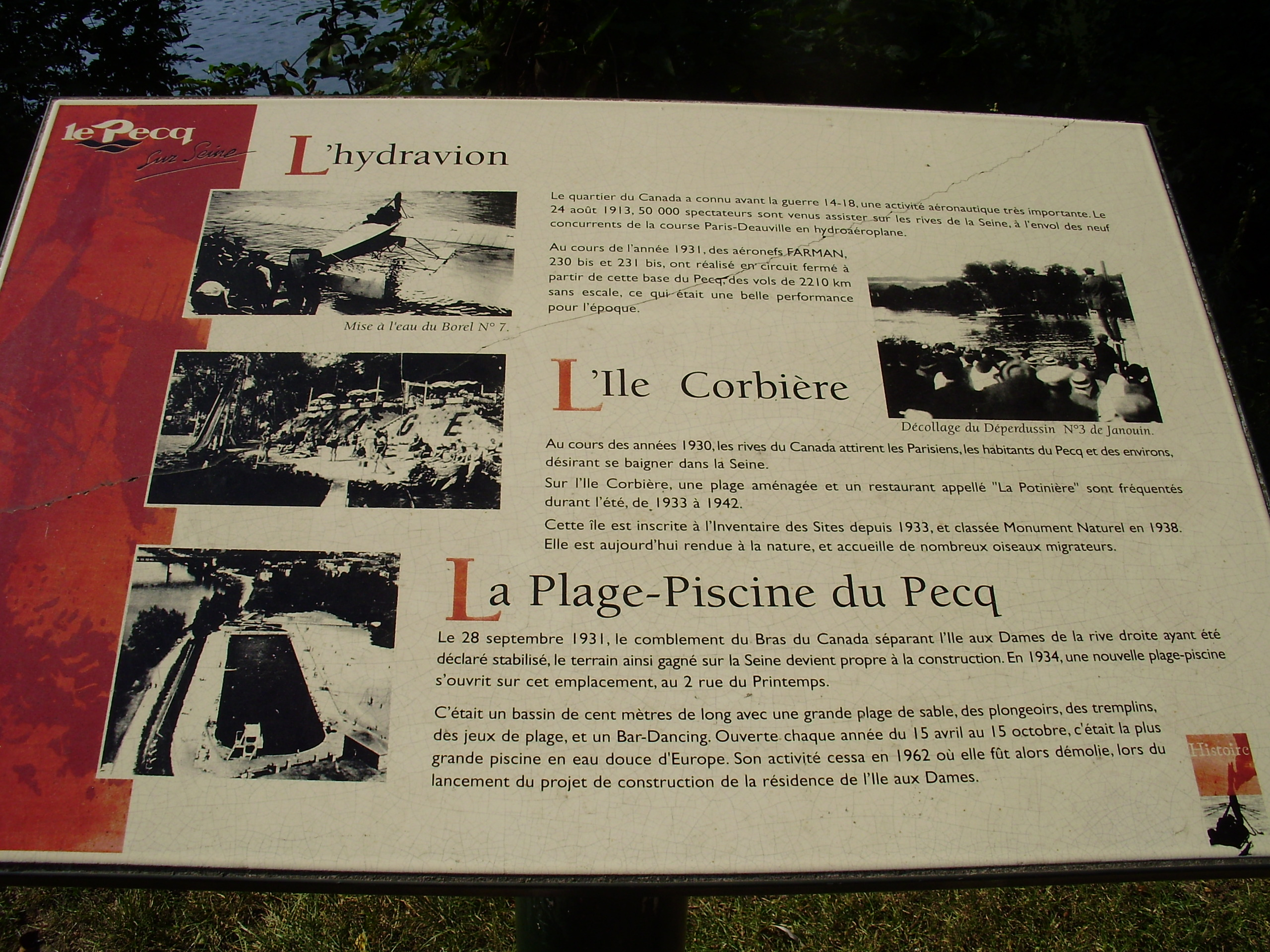
Panneau d'informations touristiques.